# Eduardo Azcuy Ameghino
Eduardo Azcuy Ameghino (n. Buenos Aires, 6 de septiembre de 1952) es un sociólogo e historiador marxista argentino. Es actualmente Profesor Consulto e Investigador de la Universidad de Buenos Aires, además de Director del Centro Interdisciplinario de Estudios Agrarios (CIEA) en la misma universidad. Se especializa en los campos de la Historia Argentina –especialmente la referida al período colonial y el proceso de la independencia rioplatense– y la Sociología Rural, con eje en la cuestión agraria pampeana. 

## Biografía
Eduardo Azcuy Ameghino, sociólogo e historiador marxista argentino, nacido en Buenos Aires el 6 de septiembre de 1952, es actualmente Profesor Consulto e Investigador de la Universidad de Buenos Aires, además de Director del Centro Interdisciplinario de Estudios Agrarios (CIEA) en la misma universidad.
Realizó sus estudios universitarios de Sociología en la Universidad de Buenos Aires (UBA), obtuvo un máster en Ciencias Políticas en la Universidad de Andalucía (La Rábida) y se doctoró en Ciencias Sociales en la UBA, especializándose en los campos de la Historia Argentina -especialmente la referida al período colonial y el proceso de la independencia rioplatense- y la Sociología Rural, con eje en la cuestión agraria pampeana. 
Ha sido Profesor Titular de Historia Económica y Social Argentina en la Facultad de Ciencias Económicas de la Universidad de Buenos Aires, donde ingresó en 1984, y ejerce y ejerció docencia de posgrado en la Universidad Nacional de Córdoba, la Universidad Nacional del Sur, la Universidad Nacional del Comahue, la Universidad de Buenos Aires (facultades de Filosofía y Letras, Ciencias Económicas y Agronomía) y la Universidade Estadual Paulista (San Pablo, Brasil).
Durante los años de la dictadura militar participó del Consejo de Redacción de la Revista Nudos en la Cultura Argentina (1979-1983). Entre 1986 y 1995 coordinó el Seminario Permanente de Historia Colonial rioplatense, junto a reconocidos investigadores como Gabriela Gresores, Gabriela Martínez Dougnac y Carlos Birocco, y en 1995 fundó el Programa Interdisciplinario de Estudios Agrarios (PIEA).
Junto a Mario Rapoport y otros académicos fue uno de los fundadores de la Revista Ciclos en la Historia, la Economía y la Sociedad, participando del Comité Editorial entre 1991 y 2006. En 1995, con Gabriela Martínez Dougnac, fundó los Cuadernos del PIEA, siendo su director hasta 2001, año en que la revista pasó a denominarse Revista Interdisciplinaria de Estudios Agrarios. Junto con Horacio Giberti (fallecido en 2009) dirigió esta publicación hasta el año 2013, integrando actualmente su Comité Editorial.
Azcuy Ameghino formó parte del movimiento de renovación historiográfica -con epicentro en el área de la historia colonial rioplatense- que se manifestó en Argentina desde mediados de la década de 1980, aun cuando su perspectiva, elección de temas, problemas y fuentes fue en algunos casos englobada en el concepto de historia “tradicional” por su carácter crítico de parte de las tesis sostenidas por la tendencia dominante dentro de la renovación. En este sentido, Azcuy ha planteado en diversas oportunidades que la oposición realmente prioritaria no debiera ser tradición-renovación, sino historias oficiales versus contrahistorias popular nacionales.
Entre sus trabajos historiográficos, vinculados con las características, contradicciones y problemas de la sociedad virreinal, se cuentan sus estudios sobre la fragua de la Revolución de Mayo, el rescate de su corriente democrática y radical –derrotada a fines de 1810-, y el posterior papel de José Artigas como conductor de un proyecto político alternativo al de la elite terrateniente-mercantil de Buenos Aires, el cual sólo pudo ser derrotado, tras una ejemplar resistencia, por la colusión del Directorio con el colonialismo portugués.
Y, por otro lado, también desde los estudios históricos, ha abordado la problemática de la formación del capitalismo en la Argentina, la herencia precapitalista y la antigua cuestión agraria.
Por otra parte, en su faceta de sociólogo, el interés de Azcuy Ameghino se enfoca en la investigación sobre el agro pampeano y la estructura social de las explotaciones agropecuarias, el estudio de la agroindustria de la carne vacuna, el análisis comparado de las unidades de producción en la pampa húmeda y el corn belt estadounidense, y la formulación de la cuestión agraria como un conjunto de problemáticas entre las cuales ha destacado: la concentración económica y la crisis de la pequeña producción, la gran propiedad y la renta concentrada, la situación de pobreza y marginamiento de los campesinos y pueblos originarios, el deterioro ambiental y el acaparamiento de los bienes comunes naturales, y la explotación y las duras condiciones de vida y trabajo de los obreros y peones rurales; todo articulado con el conjunto de las expresiones específicas que presenta en lo agrario y agroindustrial el papel dominante del capital extranjero.
Azcuy Ameghino, formado en el marco teórico marxista, mediante el cual ha orientado sus investigaciones y trabajos, ha sostenido desde el comienzo de su vida universitaria una postura crítica y militante respecto al carácter capitalista dependiente que a su juicio caracteriza a la Argentina.

## Obra

### Libros publicados
- Artigas en la Historia Argentina. Ediciones Corregidor, Buenos Aires, 1986.
- Tierra y ganado en la campaña de Buenos Aires según los censos de hacendados de 1789. IIHES, Buenos Aires, 1989 (en colaboración con Gabriela Martínez Dougnac).
- Historia de Artigas y de la Independencia argentina. Ediciones de la Banda Oriental, Montevideo, 1993.
- El latifundio y la gran propiedad colonial rioplatense. Ed. García Cambeiro, Buenos Aires, 1995.
- Buenos Aires, Iowa y el desarrollo agropecuario en las pampas y las praderas. IIHES-UBA, Buenos Aires, 1997.
- La otra historia. Economía, Estado y Sociedad en el Río de la Plata colonial. Imago Mundi,[3] Buenos Aires, 2002.
- Trincheras en la Historia. Historiografía, marxismo y debates. Imago Mundi, Buenos Aires, 2004 (Segunda Edición, 2008).
- La carne vacuna argentina. Historia, estructura y problemas de una agroindustria tradicional. Imago Mundi, Buenos Aires, 2007.
- Nuestra gloriosa insurrección. La revolución anticolonial de mayo de 1810. Trama política y documentos fundamentales. Imago Mundi, Buenos Aires, 2010.
- Una historia casi agraria. Hipótesis y problemas para una agenda de investigación sobre los orígenes y desarrollo del capitalismo en Argentina. Ediciones del PIEA, Buenos Aires, 2011.
- Historia de Artigas y la independencia argentina. Imago Mundi-Ciccus, Buenos Aires, 2015.
- Episodios de la conflictividad agraria pampeana. Del menemismo al kirchnerismo. Legem Ediciones, Buenos Aires, 2017.
- El capitalismo agrario pampeano. Teoría, problemas y argumentos. Imago Mundi, Buenos Aires, 2021.

### Algunos capítulos de libros
- Economía y sociedad colonial en el ámbito rural bonaerense. Incluido en: Mario Rapoport (compilador). Economía e Historia. Contribuciones a la historia económica argentina. Editorial Tesis, Buenos Aires, 1988.
- Hacendados, poder y estado virreinal. Incluido en: E. Azcuy Ameghino (compilador). Poder terrateniente, relaciones de producción y orden colonial. Ed. García Cambeiro, Buenos Aires, 1996.
- As colonias do Rio da Prata e o Brasil: geopolítica, poder, economia e sociedade (séculos XVII e XVIII). Incluido en: Amado Cervo y Mario Rapoport (editores). História Do Cone Sul. Universidade de Brasilia, Editora Revan, 1998 (en colaboración con Carlos Birocco).
- Actualidad y significación del Artiguismo. Incluido en: Ana Frega y Ariadna Islas (compiladoras). Nuevas miradas en torno al Artiguismo. Universidad de la República, Montevideo, 2002.
- Las colonias del Río de la Plata y Brasil. Incluido en: Amado Cervo y Mario Rapoport (editores). El Cono Sur. Una historia común. Fondo de Cultura Económica, Buenos Aires, 2002.
- Artigas y la revolución rioplatense: indagaciones, argumentos y polémicas al calor de los fuegos del siglo XXI. Incluido en: Waldo Ansaldi (coordinador). Calidoscopio latinoamericano. Imágenes históricas para un debate vigente. Ariel Historia, Buenos Aires, 2004.
- Arrendamientos y aparcerías: situación actual y propuestas para una mejor distribución de la renta. Incluido en: Congreso Nacional y Latinoamericano sobre Uso y Tenencia de la Tierra. Ediciones CICCUS, Buenos Aires, 2005.
- Producción familiar, producción capitalista y descampesinización: aspectos teóricos y problemas interpretativos. Incluido en: O. Graciano y S. Lázzaro (compiladores). La Argentina rural del siglo XX: fuentes, problemas y métodos. La Colmena, Buenos Aires, 2007.
- Acción colectiva, movimientos sociales y protestas agrarias durante la convertibilidad: hipótesis, reflexiones y debates. Incluido en: G. Gresores (compiladora). Organizaciones rurales y política agraria en la Argentina. Imago Mundi, Buenos Aires, 2008.
- Estructura de las explotaciones agropecuarias y niveles de producción agrícola: los casos de Iowa y Pergamino, 1987-1988. Incluido en: J. M. Villulla y D. Fernández (compiladores). Sobre la tierra. Problemas del desarrollo agrario. Ediciones CIEA-UBA, Buenos Aires, 2010.
- La agricultura familiar no es un mito, pero es cada vez más un recuerdo. Incluido en: N. López Castro y G. Prividera. Repensar la agricultura familiar. Ediciones Ciccus,[4] Buenos Aires, 2011 (en colaboración con Gabriela Martínez Dougnac).
- Detener y revertir la concentración del capital en el agro y la reestructuración regresiva de la trama social rural. Incluido en: L. Viale. El dilema del “el campo” en la Argentina de hoy. Prometeo, Buenos Aires, 2011.
- De la percepción empírica a la conceptualización: elementos para pensar teóricamente la estructura de las explotaciones agrarias pampeanas. Incluido en: AA.VV. Estudios Agrarios y Agroindustriales. Imago Mundi, Buenos Aires, 2012.
- La sojización: intereses, contradicciones y debates. Incluido en: G. Martínez Dougnac (compiladora). De especie exótica a monocultivo. Historia de la sojización en Argentina. Imago Mundi, Buenos Aires, 2013 (en colaboración con Carlos León).
- El descubrimiento de la conquista y Sobre el feudalismo colonial tardío. Incluido en: G. Gresores; C. Spiguel y C. Mateu (compiladores). Reflexiones sobre historia social desde nuestra América. Editorial Cienflores, Buenos Aires, 2014.
- Concentración económica y cuestión agraria en el agro pampeano del siglo XXI. Incluido en: Pedro Tsakoumagkos (coordinador). Problemas actuales del agro argentino. IADE-UBA, Buenos Aires, 2017.
- El agro argentino en el siglo XXI: más continuidades que cambios. Incluido en: Blanca Rubio (comp.) Las transformaciones rurales en la fase de transición del capitalismo mundial. Editorial de la UNAM, México, 2018 (en colaboración con G. Martínez Dougnac).